# Gertrud Kolmar
Œuvres principales
Die jüdische Mutter
Gertrud Kolmar, née Gertrud Käthe Chodziesner le 10 décembre 1894 à Berlin et morte le 2 mars 1943 à Auschwitz, est une écrivaine allemande d'origine juive. Elle composa 450 poèmes sauvés par des correspondances avec sa sœur Hilde. Elle prit comme pseudonyme Gertrud Kolmar en référence au nom de la ville natale de son père en Poméranie, Chodzież, Kolmar en allemand.

## Biographie
Kolmar est née dans une famille juive assimilée, fille de Ludwig Chodziesner (1860-1941), un avocat et de Elise Chodziesner née Schönflies. Sa mère est la cousine de Walter Benjamin. Elle fait des études de russe avant d'obtenir un diplôme d'enseignement en français et en anglais ainsi que d'interprétariat militaire en 1916. L'année suivante, elle est employée comme interprète et censeure dans le camp de prisonniers de guerre de Dallgow-Döberitz. En 1927, elle étudie pendant deux mois à l'université de Dijon mais doit retourner à Finkenkrug assister son père après le décès de sa mère l'année suivante.
En 1938, face à la montée de l'antisémitisme, elle commence les démarches pour émigrer au Royaume-Uni — sa sœur Hilde émigre elle pour la Suisse la même année. Forcée de vendre sa maison, elle se retrouve à vivre dans une « maison juive » dans le quartier de Berlin-Schöneberg avec son père jusqu'à la déportation de celui-ci vers Theresienstadt en septembre 1942. Pendant les débuts de la guerre, elle apprend l'hébreu dans l'espoir de pouvoir émigrer illégalement en Palestine mandataire mais sans succès.
En 1941, elle est obligée de travailler dans une usine d'armement. Gertrud Kolmar est arrêtée par les SS lors d'une rafle dans son usine le 27 février 1943 et déportée le 2 mars 1943 par le convoi n°32 vers Auschwitz où elle est mourra dans des conditions inconnues.

### Œuvre
Elle choisit le pseudonyme Gertrud Kolmar en hommage à la ville d'origine de sa famille, Chodzież — alors situé en Poméranie et appelé Kolmar en allemand.
Elle publie son premier recueil de poèmes Im Herbst en 1917 sous la pression de son père. Entre 1917 et 1938, elle publie trois recueils dont le dernier Die Frai und die Tiere est publié par la Jüdische Buchverlag Erwin Loewe, deux mois avant que la maison ne soit fermée lors des pogroms de novembre 1938. Ses poèmes sont considérés comme faisant partie du modernisme de par leurs thèmes sombres traitant de la folie et de l'utilisation par Gretrud Kolmar d'un langage non-traditionnel.
Son œuvre posthume se compose de 450 poèmes, trois pièces de théâtre, deux histoires courtes et de nombreuses lettres écrites à Jacob Picard entre 1937 et 1939 et à sa sœur Hilde entre 1938 et 1943 dont certaines n'ont jamais été publiées et sont conservées aux archives Gertrud Kolmar à Marbach am Neckar. En 1938, elle avait commencé à envoyer ses manuscrits et tapuscrits à sa sœur et à son beau-frère Peter Wenzel.

## Plaque commémorative

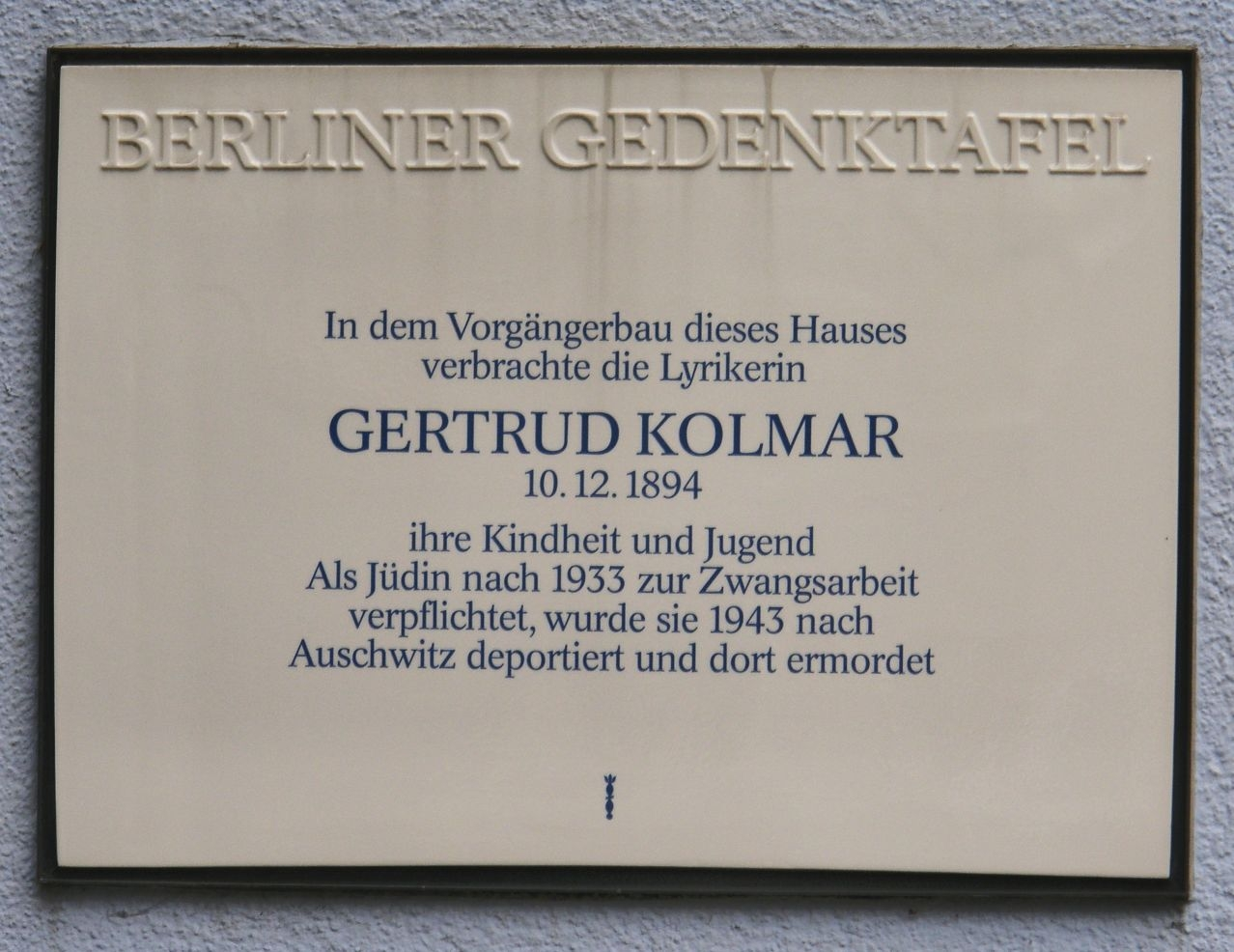

Depuis le 24 février 1993, une plaque au Ahornallee 37, dans l'ancien Charlottenburg, aujourd'hui Berlin-Westend, rend hommage à Gertrud Kolmar : "Dans l'immeuble qui se trouvait précédemment à l'emplacement de cette maison, Gertrud Kolmar passa son enfance et sa jeunesse. Comme juive elle fut contrainte au travail forcé en 1933, et fut déportée à Auschwitz le 2 mars 1943, et assassinée là-bas". Une rue à Berlin porte aussi son nom, non loin du Führerbunker.

## Œuvres

### Publications de son vivant
- Gedichte, Berlin, Fleischel & Co. 1917
- Preußische Wappen, Berlin, Die Rabenpresse 1934
- Die Frau und die Tiere, Berlin, Jüdischer Buchverlag E. Löwe 1938

### Éditions posthumes
- Welten, Berlin, Suhrkamp 1947
- Das lyrische Werk, Heidelberg, Darmstadt, Lambert Schneider 1955
- Das lyrische Werk, München, Kösel 1960
- Eine Mutter, München, Kösel 1965
- Briefe an die Schwester Hilde, München 1970
- Das Wort der Stummen. Nachgelassene Gedichte, édité par Uwe Berger avec "Erinnerungen an Gertrud Kolmar" par Hilde Benjamin, Berlin, Buchverl. Der Morgen 1978
- Susanna, Frankfurt am Main, Suhrkamp 1993
- Briefe, éditées par Johanna Woltmann. Göttingen, Wallstein 1997
- Das lyrische Werk, édité par Regina Nörtemann. 3 volumes, Göttingen, Wallstein 2003
- Die Dramen, édités Regina Nörtemann. Göttingen, Wallstein 2005

### Éditions en français
- Gertrud Kolmar, Susanna, traduit de l'allemand par Laure Bernardi. Titre original : Susanna. – [Tours] : Farrago, DL 2000. - 1 vol. (104 p).
- Gertrud Kolmar, Mondes, édition bilingue, traduit de l'allemand par Jacques Lajarrige, 154 p., Éditions Seghers, 2001.
- Gertrud Kolmar, La mère juive; traduit de l'allemand par Claude-Nicolas Grimbert. Titre original : Die jüdische Mutter [Tours] : Farrago, DL 2003. - 1 vol. (248 p.) ; Réédition [Paris] : C. Bourgois, DL 2007. - 1 vol. (249 p.).
- Gertrud Kolmar, Lettres, correspondance traduite par Jean Bernard Torrent, 315 p., Éditions Christian Bourgeois, Coll. Titres, 2007.
- Gertrud Kolmar, Quand je l'aurai tout bu (Poésies 1927-1932), édition bilingue, traduit de l'allemand par Fernand Cambon, 315 p., Éditions Circé, Coll. Circé Poésie, 2014.
- Gertrud Kolmar, Mon enfant, édition bilingue, traduit de l'allemand par Sybille Muller, 96 p., Éditions Circé, Coll. Circé Poésie, 2015.
- Gertrud Kolmar, Robespierre : Suivi de Le portrait de Robespierre, Sibylle Muller (Traduction), 217 p., Éditions Circé, Coll. Circé Poésie, 2017.
- Gertrud Kolmar, Féminité et judéité, Poèmes 1927-1937, Choisis, traduits et commentés par Mireille Tabah, édition bilingue, 226 p., L'Harmattan, 2021.